# 吳建讓
吳建讓（?—?），陝西省漢中府城固縣人，清朝政治人物。
光緒二十一年（1895年），参加乙未科殿試，登二甲66名進士。同年五月，授内阁中书。